# Seminole (film)
Seminole – amerykański western z 1953. Film zawiera elementy dramatu. Nie jest to typowy western, ponieważ akcja rozgrywa się na południowym wschodzie USA, a nie na Dzikim Zachodzie. Film był inspirowany rzeczywistymi wydarzeniami. Zdjęcia w dużej mierze wykonano na bagnach Everglades, na południu Florydy. Reżyserem był Budd Boetticher, a scenariusz napisał Charles K. Peck Jr.

## Fabuła
Akcja rozgrywa się w latach 30 XIX wieku na Florydzie. Głównym bohaterem jest Lance Caldwell, młody porucznik armii amerykańskiej pochodzący z Florydy. Film rozpoczyna się od wojskowej rozprawy sądowej, gdzie Lance jest w roli oskarżonego o zabójstwo. Lance ma zamiar opowiedzieć sądowi całą historię. Akcja filmu cofa się więc wiele dni wstecz.
Gdy Lance przybywa w roli żołnierza w rodzinne strony, okazuje się, że miejscowi Indianie (Seminole) są ostatnio wrogo nastawieni do białych. Powodem jest propozycja przeniesienia ich daleko na zachód kontynentu. Coraz częściej mówi się o wojnie z Seminolami. Porucznik Lance stara się odwieść od tego, jednak majorowi Harlanowi Deganowi (wyższemu rangą) wyraźnie zależy na rozwiązaniu siłowym.
Wkrótce wyrusza nieduży oddział (około 20 osób) przeciw Seminolom ukrywającym się na bagnach Everglades, ale nie posiadającym jeszcze broni palnej. Mimo że sam marsz jest morderczy, major uparcie nakazuje by go podtrzymywać. W końcu żołnierze zauważają Seminoli. Próbują ich zaskoczyć we śnie, jednak wpadają w zasadzkę i dochodzi do bitwy. Biali Amerykanie przegrywają. Udaje się uciec tylko trzem osobom (w tym majorowi).
Porucznik Lance zostaje ranny i pojmany. Okazuje się, że darowano mu życie, ponieważ wodzem Seminoli jest Osceola, przyjaciel Lance’a z młodości.  Obaj mają też wspólną przyjaciółkę, Revere. Revere utrzymywała intensywne kontakty z Osceolą. Robiła wiele by nie dopuścić do wojny. Gdy biali Amerykanie odkryli jej powiązania z Seminolami, wysłali ją z zaproszeniem dla Osceoli.
Osceola i Lance przybywają do amerykańskiego fortu z białą flagą. Wódz Seminoli zostaje jednak pobity i wtrącony do karceru. Porucznik wpada we wściekłość i robi majorowi awanturę.
W nocy do obozu włamuje się Indianin, po cichu zabija strażnika karceru i schodzi do Osceoli. Próbuje go zabić, jednak zjawia się Lance i wywiązuje się walka. W końcu Indianin ucieka niezauważony przez nikogo. Po chwili po rozmowie z Lance’em od poniesionych ran ginie Osceola.
Lance staje przed sądem wojskowym, oskarżony m.in. o zabójstwo strażnika karceru. Sędziego i ławy przysięgłych nie przekonują zeznania porucznika i zostaje on skazany na śmierć. Jednak podczas wykonywania wyroku, Amerykanie zostają zaskoczeni przez Seminoli. Seminole otaczają fort i wkraczają do niego. Nowy wódz Seminoli negocjuje z generałem amerykańskim. Udaje mu się wynegocjować korzystny dla Seminoli układ. Indianie bez walki wychodzą z fortu. Z kolei Lance zostaje uniewinniony, bo wódz Seminoli potwierdził, że to on zabił strażnika.

## Obsada
- Rock Hudson
- Anthony Quinn
- Richard Carlson
- Barbara Hale
- Lee Marvin
- Robert Karnes
- Howard Erskine
- Russel Johnson
- Don Garrett
- James Best
- Charles Horvath
- Soledad Jimenez